# هنشتدت (دیتمارشن)
هنشتدت (به آلمانی: Hennstedt) یک شهر در آلمان است که در دیمارشن واقع شده‌است. هنشتدت ۱٬۹۵۲ نفر جمعیت دارد.